# Сухопътни войски на Украйна
Сухопътните войски на Украйна (на украински: Сухопутні війська України, пълно име Сухопътни войски на Въоръжените сили на Украйна, на украински: Сухопутні війська Збройних сил України) са основният вид въоръжени сили в Украинската армия. Те са сформирани от формирования, части и учреждения на съветските сухопътни войски, включително три военни окръга (Киевския, Карпатския и Одеския военни окръзи), които са на украинска земя, когато Съветският съюз се разпада.
След независимостта на Украйна от Съветския съюз през 1991 г., Украйна запазва своето военно оборудване от съветската епоха. Въоръжените сили са систематично съкращавани след 1991 г. и в резултат на това до голяма степен са намалени до юли 2014 г. От началото на войната в Донбас през април 2014 г. в Източна Украйна, Украйна продължава да обновява своите въоръжени сили. Нейният размер от 129 950 души през март 2014 г. нараства до 204 000 активен персонал през май 2015 г., като клонът на Сухопътните войски има 169 000 войници към 2016 г.

## Мисия
Сухопътните войски на Украйна са предназначени за:
- предотвратяване, неутрализиране (ликвидиране) на потенциални заплахи за националните интереси на Украйна;
- засилване охраната на държавната граница и най-опасните участъци от морското крайбрежие в застрашени направления;
- обхващане участъци от държавната граница, съседна на зоната на въоръжен конфликт;
- провеждане на разузнаване;
- осъществяване на оперативно разполагане на войски;
- извършване на демонстративни действия;
- участие в противодесантни и специални операции;
- участие в ПВО на държавата;
- провеждане на териториална отбрана в определени зони;
- участие в мерки за отстраняване на последствията от природни и предизвикани от човека извънредни ситуации;
- участие в защита на определени важни държавни обекти от възможни терористични атаки с използване на самолети и други средства за въздушно нападение;
- осигуряване на защитата на съоръженията на Сухопътните войски на Украйна от терористични атаки;
- участие в антитерористични операции във военни обекти.

## История
Преди Октомврийската революция от 1917 г. на територията на днешна Украйна съществуват три отделни самоуправляващи се украински държави. Всяка от тези държави притежава въоръжени сили. Най-голямата от тях, Украинската народна република се състои от три отделни режима. Украинската народна армия е пример за една от първите национални въоръжени сили. Други въоръжени движения за независимост съществуват след Първата и Втората световна война и всяка от тези армии има различна организация и униформи. Тези въоръжени сили и независимата украинска земя, за която се борят, в крайна сметка са включени в съседните държави Полша, Съветски съюз, Унгария, Румъния и Чехословакия.

### Разпадане на СССР
При създаването си през 1991 г., въоръжените сили на Украйна включват приблизително 780 000 души персонал, 7 000 бронирани превозни средства, 6 500 танка и 2 500 тактически ядрени ракети. Проблемът, пред който се изправя Украйна е, че макар да разполага с огромни въоръжени сили, ѝ липсва подходяща командна структура. На 24 август 1991 г. Върховната Рада на Украйна ратифицира резолюция за контрол върху всички военни части от бившите съветски въоръжени сили, разположени на територията на Украйна. Това създава Министерството на отбраната на Украйна.

### Създаване на сухопътните войски
След обявяването на украинската независимост през 1991 г., Украйна наследява 1-ва гвардейска армия, 13-та армия, 38-ма армия, две танкови армии (6-та гвардейска танкова армия и 8-ма танкова армия) и 32-ри армейски корпус в Симферопол. 28-ма гвардейска мотострелкова дивизия и 180-та са оставени в Украйна, като преди това са били в състава на 14-та гвардейска армия с щаб в Тираспол в Молдовската ССР. До края на 1992 г. Киевският военен окръг се разформирова и Украйна използва неговите структури като основа за Министерството на отбраната и Генералния щаб.
Между юни и август 1993 г. е извършено първото преструктурирането на армиите в армейски корпус. Правната рамка за сухопътните войски е определена в член 4 от закона „За въоръжените сили на Украйна“. По това време Сухопътните войски нямат отделен команден орган и са пряко подчинени на украинския Генерален щаб.
Създаването на Сухопътните войски като отделна служба е постановено с президентски указ 368/96 от 23 май 1996 г. „За сухопътните войски на Украйна“. През същата година е сформирано както Командването на Сухопътните войски, така и 1-ви армейски корпус. През 1997 г. Карпатският военен окръг е реорганизиран в Западно оперативно командване.
От 1992 г. до 1997 г. силите на Киевския МО са прехвърлени в ОД Одеса, а щабът на ОД на Одеса се премества в Донецк. Нов 2-ри армейски корпус е сформиран в Одеската полиция. Армиите са превърнати в армейски корпуси, а мотострелковите дивизии - в механизирани дивизии или бригади. Двойки ударни хеликоптерни полкове са обединени, за да формират бригади на армейската авиация.
Президентът Леонид Кучма разкрива в реч през декември 1996 г., че цели 191 механизирани пехотни и танкови батальона са оценени като неготови, добавяйки, че „Това е особено опасно в предните части, които охраняват границите на нацията“.

### Реформа
Съгласно план, обнародван през 2000 г., Сухопътните войски трябва да намалят броя на войниците от тогавашните 300 000 на 240 000 до 2015 г. и окончателна промяна от частична армия, базирана на наборна служба, към напълно професионална армия. Въоръжените сили получава малко повече от половината от 68 милиона, които са обещани за реформа през 2001 г., но разпускат девет полка и закриват 21 местни военни бази.
През 2005–2006 г. Северното оперативно командване е преустроено в Териториално управление „Север“. Има задачи за териториална отбрана, мобилизационна подготовка и подготовка на резервисти.
От 1991 г. украинските сухопътни войски закупуват военното си оборудване само от Русия и други страни от ОНД, както и местно производство на част от собственото си оборудване. До 2014 г. и началото на войната в Донбас, отбранителната индустрия в Украйна произвежда оборудване предимно за износ.

### Руска окупация на Крим
След украинската революция през 2014 г., руски специални части в немаркирани униформи започват да обграждат украинските военни бази на Кримския полуостров, преди да ги превземат поотделно, използвайки изтощение и заплахи. През следващите седмици руските въоръжени сили консолидират контрола върху полуострова и установяват пътни блокажи, за да отсекат възможността Украйна да изпрати подкрепления. До края на март всички останали украински войски получават заповед да се изтеглят от Крим.
Смята се, че украинската армия е в лошо състояние по времето и след анексията, като само 6 000 от нейните войници са готови за битка. След анексирането на Русия само 6 000 от 20 300 украински войници, разположени в Крим преди анексията, напускат полуострова. Останалите остават в Крим.

### Война в Донбас
В първите месеци на войната в Донбас, която избухва през 2014 г., въоръжените сили са много критикувани за лошото си оборудване и неумело ръководство, което принуждава силите на Министерството на вътрешните работи като Националната гвардия и батальоните за териториална отбрана да поемат тежестта на боевете в първите месеци на войната.
До февруари 2018 г. украинските въоръжени сили са по-числени и по-добре оборудвани, наброявайки 200 000 военнослужещи на активна служба. Повечето от войниците-доброволци от батальоните за териториална отбрана са интегрирани в официалната украинска армия.
В рамките на отчетния период от 16 ноември 2017 г., до 15 февруари 2018 г. мониторингова мисия на ООН документира 115 случая на достоверни твърдения за нарушения на правата на човека, извършени от двете страни. Естеството на престъпленията варира от отвличания, ограбване на гражданско имущество, изтезания, изнасилвания до политически репресии и убийства без съд и присъда.

### Руско-украинска война
Започвайки от четвъртък, 24 февруари 2022 г., деня, в който руските въоръжени сили започват нахлуването си в Украйна, сухопътните войски са участници в повечето от военните действия на настоящия конфликт.

## Центрове за военно обучение
Обучението през 2006 г. е насочено към развитие на мобилността и бойната готовност на силите. Украинските въоръжени сили се възползват от възможностите, предоставени от ученията на ООН, в които участва Украйна и държави от НАТО и други партньори.
Обучението, което започва с 6 000 боеспособни войски през пролетта на 2014 г. от 129 950 (тогава) действащи военнослужещи на Украйна. През 2016 г. украинската армия има повече от 200 000 боеспособни войници от 260 000 активен персонал.
През 2015 г. Украйна, Съединените щати, Обединеното кралство и Канада създават „Съвместна многонационална група за обучение – Украйна“ (JMTG-U) и три нови учебни полигона в Хмелницки, Каменец Подолски и Яворов. Последният, известен като Международен център за поддържане на мира и сигурност или Яворовски учебен център за бойна подготовка, е ударен от осем руски ракети през март 2022 г.

## Униформи
Украинската армия представя новите си униформи на 24 август 2016 г. (Ден на независимостта на Украйна). Новите униформи са по модел на британските военни стилове. Те също така включват детайли от униформите, носени от Украинската народна армия. Новата шапка включва отличителни знаци на украински казак, хванал кръст.

## Мисии извън Украйна

### Ирак
Украйна разполага значителен контингент от войски във войната в Ирак, които са разположени близо до Кут. Изпращането на украински войски е второто по големина от всички бивши съветски държави, освен Грузия, те изпращат повече войници от много членове на НАТО като Естония, Латвия и Литва. Украйна също е на пето място по брой жертви по време на войната, като само полските, италианските, британските и американските сили претърпяват по-тежки загуби.
От 2003 до 2005 г. над 1700 украински войници са изпратени в Ирак, третият по големина контингент по това време, те са определени в 5-та механизирана бригада (Украйна), тъй като в мисията на Украйна в Косово войските са от професионални войници, а не наборници. Украйна започва сериозно да намалява броя на войските си в Ирак през 2005 г., поради нарастващите жертви и политически спорове на конфликта. До 2005 г. само 876 войници, приблизително половината от първоначалния контингент, са все още там, до края на годината те са под 100. През 2008 г., една година преди официалния край на военната мисия на САЩ, президентът Виктор Юшченко нарежда всички останали войски в Ирак да се завърнат у дома и мисията на Украйна официално да приключи.

### Афганистан
Между 2001 и 2021 г. Украйна позволява на военните товарни самолети на САЩ да прелитат и да се зареждат с гориво на украинска земя на път за Афганистан. През 2007 г. Украйна изпраща в Афганистан отряд от 143-ти център за разминиране на въоръжените сили на Украйна. Украйна поддържа екип от войници, разположени в Афганистан като част от ISAF от 2007 г., те се състоят предимно от пилоти, медицински служители и експерти по обезвреждане на бомби.
Украинските пилоти са отговорни за обучението на пилотите от афганистанските военновъздушни сили за работа с няколко самолета, тъй като силите на Афганистан се състоят от самолети, проектирани от Съветския съюз, като Ми-17, с които украинските войски са много запознати. През 2013 г. контингентът от войски в Афганистан наброява 26 военнослужещи. От 2014 г. украинският контингент е допълнително съкратен и включваше 8 експерти по обезвреждане на бомби и няколко медицински служители.

### Косово
Украинските сили също са разположени в Косово от 2000 г., като част от полско-украинския батальон на мирните сили от 600 души. През август 2014 г. Украйна приключва мисията си в Косово, поради анексирането на Крим от Русия.

### Африка
Украинските мироопазващи сили са разположени в Демократична република Конго, Либерия, Судан, Южен Судан и Кот д'Ивоар. Украинските сили също са помолени да поемат по-активна роля в конфликта в Северно Мали от 2012 г. в борбата с ислямските сили. Едно от най-големите разполагания е 18-то хеликоптерно звено на въоръжените сили на Украйна, което се състои от 160 военнослужещи и четири хеликоптера Ми-24 и е разположено в Демократична република Конго през 2011 г.